# Satillieu
Satillieu (okzitanisch: Satilhau) ist eine französische Gemeinde mit 1.502 Einwohnern (Stand: 1. Januar 2022) im Département Ardèche in der Region Auvergne-Rhône-Alpes. Satillieu gehört zum Arrondissement Tournon-sur-Rhône und zum Kanton Haut-Vivarais. Die Bewohner werden Satillien(ne)s genannt.

## Geografie
Satillieu liegt am Ay, etwa 16 Kilometer südsüdwestlich von Annonay. Umgeben wird Satillieu von den Nachbargemeinden Saint-Alban-d’Ay im Norden, Saint-Romain-d’Ay im Nordosten, Préaux im Osten, Vaudevant im Südosten, Pailharès im Süden, Lafarre im Südwesten, Lalouvesc im Südwesten und Westen, Saint-Symphorien-de-Mahun im Westen sowie Vocance im Nordwesten.
Durch die Gemeinde führt die frühere Route nationale 578.

## Bevölkerungsentwicklung
| Jahr                       | 1962 | 1968 | 1975 | 1982 | 1990 | 1999 | 2006 | 2019 |
| Einwohner                  | 2071 | 1998 | 1972 | 1854 | 1818 | 1592 | 1603 | 1583 |
| Quellen: Cassini und INSEE |      |      |      |      |      |      |      |      |

## Sehenswürdigkeiten

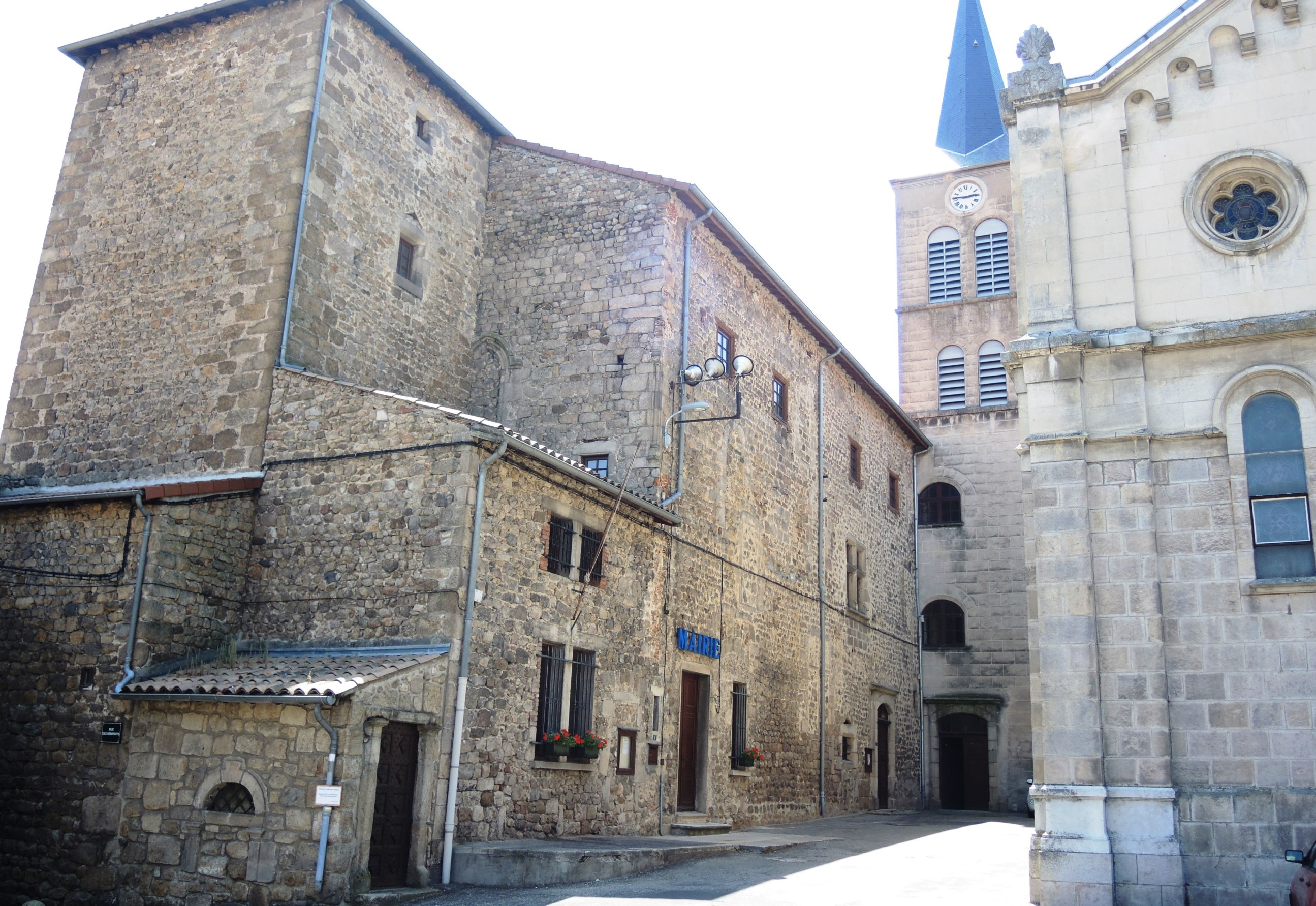
Pfarrhaus

- Kirche Saint-Priest
- Pfarrhaus
- Schloss
- Historischer Ortskern